# Cheliferoides
Genre
Cheliferoides est un genre d'araignées aranéomorphes de la famille des Salticidae.

## Distribution
Les espèces de ce genre se rencontrent en Amérique du Nord et en Amérique centrale.

## Liste des espèces
Selon World Spider Catalog (version 18.0, 21/03/2017) :
- Cheliferoides longimanus Gertsch, 1936
- Cheliferoides planus Chickering, 1946
- Cheliferoides segmentatus F. O. Pickard-Cambridge, 1901

## Publication originale
- F. O. Pickard-Cambridge, 1901 : Arachnida - Araneida and Opiliones. Biologia Centrali-Americana, Zoology. London, vol. 2, p. 193-312 (texte intégral).